# Route nationale 51 (Argentine)
Pour les articles homonymes, voir Route nationale 51.

Carte de la route nationale 51 d'Argentine

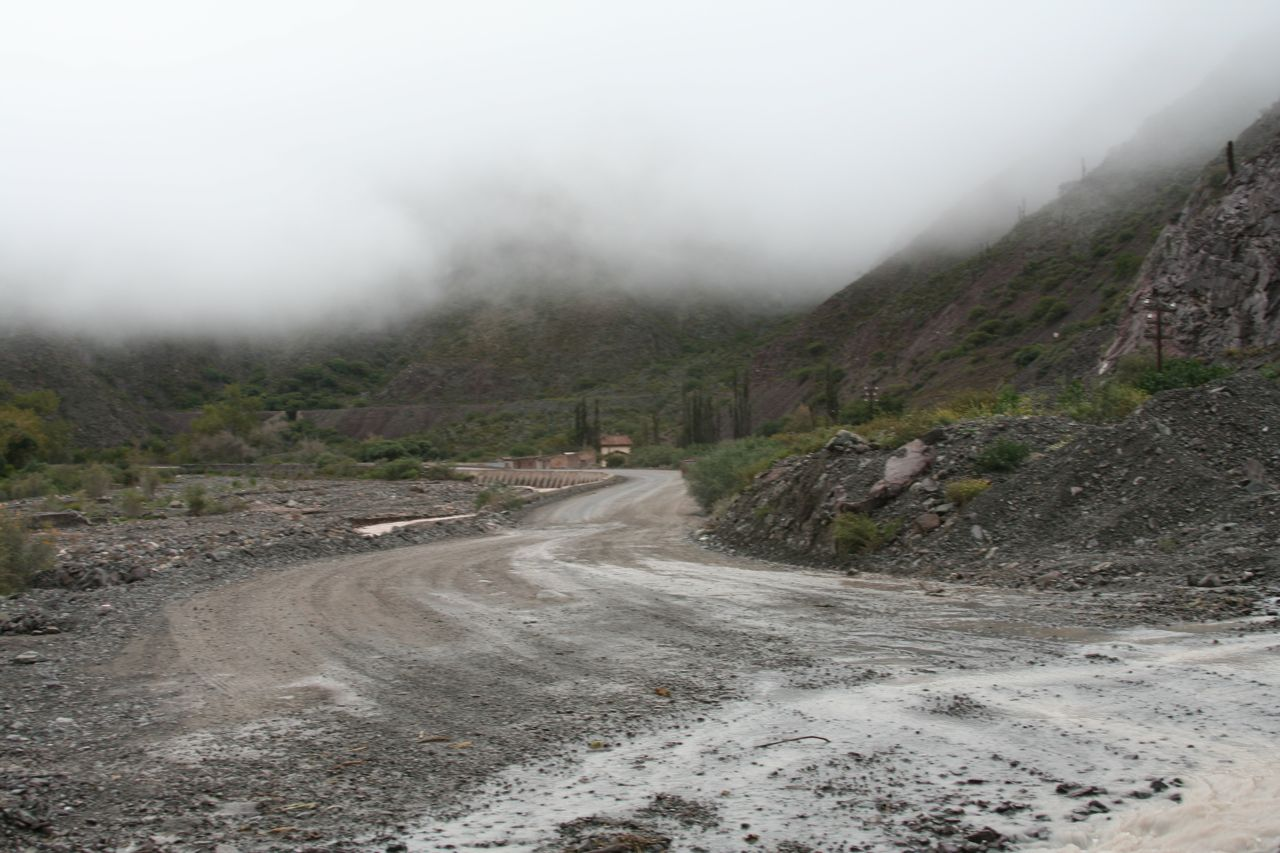
La route nationale 51 près de Chorrillos

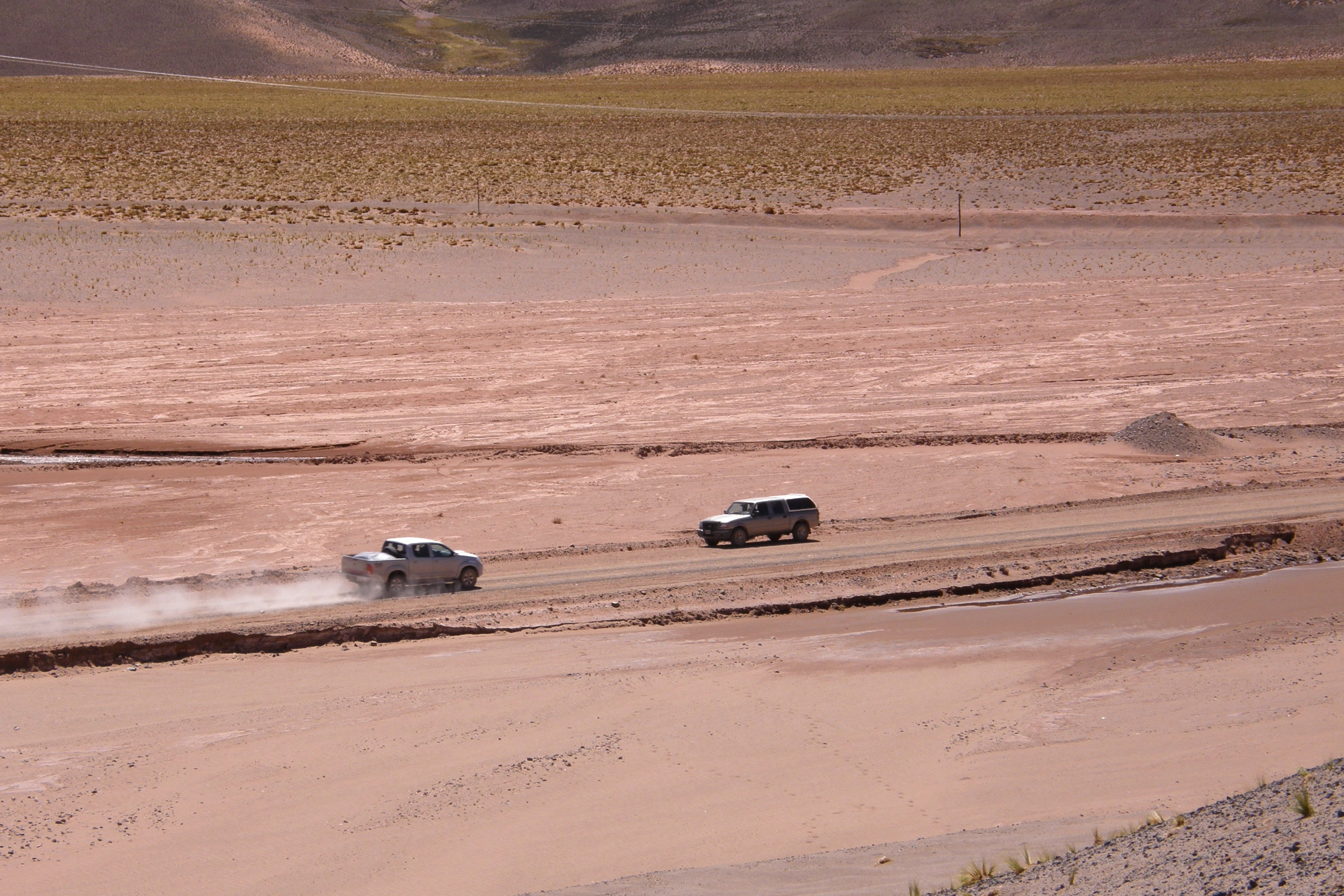
La RN 51 vers Olacapato Grande

La Route Nationale 51 est une route d'Argentine, qui parcourt l'ouest de la province de Salta et le sud-ouest de celle de Jujuy. Par son parcours de 296 km, elle relie la Route nationale 68 dans la localité de Limache (dans les environs de la ville de Salta), avec le Paso de Sico, à 4 092 mètres d'altitude, à la frontière Chilienne.
La route court parallèlement au trajet du Train des nuages. 

## Localités traversées
Les villes et localités traversées par la route, du sud-est vers le nord-ouest sont les suivantes :

### Province de Salta
Parcours de 185 km (km 0 à 185).
- Département Capital : Limache (km 0) et San Luis (km 9).
- Département de Rosario de Lerma : Campo Quijano (km 24-25).
- Département de La Poma : aucune localité.
- Département de Los Andes : San Antonio de los Cobres (km 156). Elle croise à ce niveau la route nationale 40.

### Province de Jujuy
Parcours de 35 km (km 185 à 220).
- Département de Susques : pas de localités.

### Province de Salta
Parcours de 76 km (km 220 à 296).
- Département de Los Andes : aucune localité.